# Samuel Narajowski
Samuel Narajowski herbu Janina (zm. w 1640 roku) – stolnik lwowski w latach 1633-1640, stolnik przemyski w latach 1626-1633.
Sędzia kapturowy ziemi lwowskiej w 1632 roku.